# XXIII Juegos Centroamericanos y del Caribe
Los XXIII Juegos Centroamericanos y del Caribe fue un evento multideportivo regional realizado en Barranquilla, Colombia, del 19 de julio al 3 de agosto de 2018. El evento lo organizó la Organización Deportiva Centroamericana y del Caribe, el Comité Olímpico Colombiano, Coldeportes y la Alcaldía de Barranquilla.
Fueron los segundos Juegos Centroamericanos y del Caribe celebrados en Barranquilla (el primero fue en 1946), y los cuartos en Colombia. Fue el estreno en los Juegos de Anguila, Martinica, Guadalupe, Curazao, Guayana Francesa, 
Sint Maarten y las  Islas Turcas y Caicos. Así mismo, tuvo como subsedes a las ciudades colombianas de Santiago de Cali, Bogotá y varios municipios del departamento del Atlántico.

## Designación de la sede

### Quetzaltenango 2018
La candidatura de Quetzaltenango fue la única oficialmente presentada para la organización del evento, y la Odecabe aceptó por unanimidad esta sede el 29 de octubre de 2012 en asamblea general en las Islas Caimán.
Sin embargo, en diciembre de 2013, el Comité Olímpico de Guatemala renunció a la sede de los Juegos Centroamericanos y del Caribe 4 días antes del cambio de junta directiva, aduciendo «falta de presupuesto para cumplir con los compromisos de la organización».
El 7 de mayo de 2014, el Comité Olímpico de Guatemala envió una carta a la ODECABE exigiendo la organización de los juegos, pero, el 12 de mayo de 2014, la Organización Deportiva Centroamericana y del Caribe descartó la organización en Guatemala.

### Segunda designación
Tres ciudades presentaron sus candidaturas para acoger los XXIII Juegos Centroamericanos y del Caribe.
El 30 de abril de 2014, fecha límite para presentar la inscripción de las ciudades interesadas en la sede de los Juegos Centroamericanos y del Caribe de 2018.
El 8 de mayo de 2014, la comisión evaluadora visitó Barranquilla.
El 12 de mayo de 2014, la comisión evaluadora visitó la Ciudad de Panamá.
El 27 de mayo de 2014, la comisión evaluadora visitó Puerto La Cruz.
El 11 de junio de 2014, elección de la sede de los Juegos Centroamericanos y del Caribe de 2018.

#### Ciudades candidatas oficiales
- Ciudad de Panamá, Panamá. El lunes 31 de marzo de 2014, el presidente de Panamá, Ricardo Martinelli, dio su aval y apoyo contundente a la candidatura de la Ciudad de Panamá.[13] Dicha ciudad ya fue sede de este evento en 1938 y 1970 y aspira a organizarlos por tercera ocasión. Con más de 17 mil habitaciones de hotel, el nuevo Centro de Convenciones de Amador en construcción con más de 20 mil metros cuadrados, un nuevo y moderno sistema de transporte metro, el primero de Centroamérica, el Aeropuerto Internacional de Tocumen en plena expansión para recibir a 20 millones de pasajeros al año y una economía en franco crecimiento.
- Barranquilla, Colombia. La alcaldesa de la época de la ciudad colombiana de Barranquilla, Elsa Noguera de la Espriella, así como el Secretario Distrital de Deportes Joao Herrera Olaya, anunciaron la disposición para ser sede de los Juegos Centroamericanos y del Caribe del 2018. La alcaldesa Noguera señaló: "Esta ciudad está viviendo su mejor momento, es la ciudad del presente y del futuro, estamos preparados para ir en busca de la sede de los Centroamericanos, la eliminatoria mundialista nos deja mucha experiencia, ya que fuimos la mejor plaza de Sudamérica y después de muchos años Barranquilla merece un certamen de esta magnitud".[14]
- Puerto La Cruz, Venezuela. El 30 de mayo de 2014, las autoridades gubernamentales y deportivas lanzaron la candidatura de Puerto La Cruz como sede. El viceministro de Alto Rendimiento señaló: Tanto el Gobierno como nuestros amigos del Comité Olímpico soñamos con estos días de victoria para Venezuela, que demuestran lo que somos capaces de hacer los venezolanos.[15] Venezuela organizó en 1959 y 1998 los Juegos Centroamericanos y del Caribe.

#### Candidaturas descartadas
- Santiago de Cali, Colombia. La ciudad colombiana de Santiago de Cali —antes de esta decisión y tras el éxito de los Juegos Mundiales de 2013— había enviado una petición formal a la Odecabe para organizar los juegos en caso de que Quetzaltenango no cumpliera con las exigencias del evento, dado que sus escenarios deportivos están terminados y en excelente estado, mientras que los de Quetzaltenango se encontraban rezagados en este aspecto.[16] Sin embargo, y en una elección realizada en marzo del 2014 por el Comité Olímpico Colombiano, esta institución designó a Barranquilla para ser la ciudad candidata de Colombia para albergar estas justas deportivas. Asimismo, la ciudad de Cali también participará como sede alterna del evento en las disciplinas de ciclismo de pista, bolos, pentatlón, remo y canotaje.[17]

### Votación
El proceso de elección se llevó a cabo en el hotel Fiesta Americana de Veracruz, México, y resultó ganadora Barranquilla, que fue sede por segunda vez de los Juegos.
| Asamblea de la Odecabe 11 de junio de 2014, Veracruz, México |          |          |          |          |          |          |          |
| Ciudad                                                       | Votación | Votación | Votación | Votación | Votación | Votación | Votación |
| Barranquilla                                                 | 4        | 5        |          |          |          |          |          |
| Ciudad de Panamá                                             | 4        | 4        |          |          |          |          |          |
| Puerto La Cruz                                               | 1        |          |          |          |          |          |          |

## Sedes
| Deporte                | Disciplina         | Sexo | Sede                                | Ciudad          |
| ---------------------- | ------------------ | ---- | ----------------------------------- | --------------- |
| Acuáticos              | Aguas abiertas     | M/F  | Puerto Velero                       | Tubará          |
| Acuáticos              | Clavados           | M/F  | Complejo Acuático                   | Barranquilla    |
| Acuáticos              | Natación           | M/F  | Complejo Acuático                   | Barranquilla    |
| Acuáticos              | Natación Artística | F    | Complejo Acuático                   | Barranquilla    |
| Acuáticos              | Polo acuático      | M/F  | Complejo Acuático                   | Barranquilla    |
| Atletismo              | Atletismo          | M/F  | Estadio De atletismo Rafael Cotes   | Barranquilla    |
| Atletismo              | Marcha             | M/F  | Avenida del Río                     | Barranquilla    |
| Atletismo              | Maratón            | M/F  | Avenida del Río-Vía 40              | Barranquilla    |
| Bádminton              | Bádminton          | M/F  | Coliseo Los Fundadores              | Barranquilla    |
| Baloncesto             | Modalidad 5x5      | M    | Coliseo Elías Chegwin               | Barranquilla    |
| Baloncesto             | Modalidad 5x5      | F    | Coliseo Elías Chegwin               | Barranquilla    |
| Baloncesto             | Modalidad 3x3      | M/F  | Plaza de la Paz                     | Barranquilla    |
| Balonmano              | Balonmano          | M/F  | Coliseo Colegio Sagrado Corazón     | Barranquilla    |
| Béisbol                | Béisbol            | M    | Estadio Édgar Rentería              | Barranquilla    |
| Boliche                | Boliche            | M/F  | Coliseo de Bolos                    | Cali            |
| Boxeo                  | Boxeo              | M/F  | Salón Jumbo Country Club            | Barranquilla    |
| Canotaje               | Velocidad          | M/F  | Embalse del Calima                  | Calima          |
| Ciclismo               | Pista              | M/F  | Velódromo Alcides Nieto Patiño      | Cali            |
| Ciclismo               | Ruta               | M/F  | Vías de Cali                        | Cali            |
| Ciclismo               | Montaña            | M/F  | Pista Pelícano                      | Puerto Colombia |
| Ciclismo               | BMX                | M/F  | Villa Carolina                      | Barranquilla    |
| Ecuestre               | Adiestramiento     | M/F  | Escuela de Equitación               | Bogotá          |
| Ecuestre               | Salto              | M/F  | Escuela de Equitación               | Bogotá          |
| Ecuestre               | Puerta Completa    | M/F  | Escuela de Equitación               | Bogotá          |
| Esgrima                | Esgrima            | M/F  | Centro de Eventos del Caribe        | Barranquilla    |
| Esquí acuático         | Esquí acuático     | M/F  | Club los Lagartos                   | Bogotá          |
| Fútbol                 | Fútbol             | M    | Estadio Romelio Martínez            | Barranquilla    |
| Fútbol                 | Fútbol             | F    | Estadio Moderno Julio Torres        | Barranquilla    |
| Gimnasia               | Artística          | M/F  | Centro de Eventos del Caribe        | Barranquilla    |
| Gimnasia               | Rítmica            | F    | Centro de Eventos del Caribe        | Barranquilla    |
| Gimnasia               | Trampolín          | M/F  | Centro de Eventos del Caribe        | Barranquilla    |
| Golf                   | Golf               | M/F  | Cancha del Country Club             | Barranquilla    |
| Hockey                 | Hockey             | M    | Unidad Deportiva Pibe Valderrama    | Barranquilla    |
| Hockey                 | Hockey             | F    | Unidad Deportiva Pibe Valderrama    | Barranquilla    |
| Judo                   | Judo               | M/F  | Coliseo Colegio Marymount           | Barranquilla    |
| Karate                 | Karate             | M/F  | Coliseo Colegio Marymount           | Barranquilla    |
| Levantamiento de pesas | Halterofilia       | M/F  | Coliseo Chelo De Castro             | Barranquilla    |
| Lucha                  | Grecorromana       | M    | Coliseo Chelo De Castro             | Barranquilla    |
| Lucha                  | Libre              | M/F  | Coliseo Chelo De Castro             | Barranquilla    |
| Patinaje               | Pista              | M/F  | Patinódromo Villa Santos            | Barranquilla    |
| Patinaje               | Patinaje artístico | M/F  | Coliseo Colegio San José            | Barranquilla    |
| Pentatlón moderno      | Pentatlón moderno  | M/F  | Club Campestre                      | Cali            |
| Ráquetbol              | Ráquetbol          | M/F  | Parque de Raquetas                  | Barranquilla    |
| Remo                   | Remo               | M/F  | Embalse del Calima                  | Calima          |
| Rugby 7                | Rugby 7            | M/F  | Estadio Moderno Julio Torres        | Barranquilla    |
| Sóftbol                | Sóftbol            | M    | Estadio Pequeñas Ligas              | Barranquilla    |
| Sóftbol                | Sóftbol            | F    | Estadio Pequeñas Ligas              | Barranquilla    |
| Squash                 | Squash             | M/F  | Club Campestre                      | Cali            |
| Taekwondo              | Taekwondo          | M/F  | Coliseo Colegio Marymount           | Barranquilla    |
| Tenis                  | Tenis              | M/F  | Parque de Raquetas                  | Barranquilla    |
| Tenis de mesa          | Tenis de mesa      | M/F  | Centro de Eventos del Caribe        | Barranquilla    |
| Tiro con arco          | Tiro con arco      | M/F  | Estadio Puerto Colombia             | Puerto Colombia |
| Tiro deportivo         | Tiro deportivo     | M/F  | Club de Tiro Deportivo Barranquilla | Barranquilla    |
| Triatlón               | Triatlón           | M/F  | Puerto Velero                       | Tubará          |
| Vela                   | Vela               | M/F  | Puerto Velero                       | Tubará          |
| Voleibol               | Coliseo            | F    | Palacio de Combates                 | Barranquilla    |
| Voleibol               | Coliseo            | M    | Palacio de Combates                 | Barranquilla    |
| Voleibol               | Playa              | M/F  | Centro de Eventos del Caribe        | Barranquilla    |

## Organización
Los Juegos fueron inaugurados el 19 de julio de 2018 y la fecha de clausura es el 3 de agosto del mismo año. La expectativa del costo para Los Juegos era de USD 250 000 000 algunos años antes del evento. pero una vez llegada la fecha el costo se analizó y fue de solo 170 mdd

## Deportes
- Atletismo (detalles)
- Bádminton (detalles)
- Baloncesto: (detalles)
  -  Baloncesto
  -  Baloncesto 3x3
- Balonmano (detalles)
- Béisbol (detalles)
- Bolos (detalles)
- Boxeo (detalles)
- Canotaje (detalles)
- Ciclismo: (detalles)
  -  Ciclismo en pista
  -  Ciclismo en ruta
  -  Ciclismo de montaña
  -  BMX
- Deportes acuáticos:
  -  Clavados (detalles)
  -  Natación (detalles)
  -  Natación en aguas abiertas (detalles)
  -  Nado sincronizado (detalles)
  -  Waterpolo (detalles)
- Esgrima (detalles)
- Equitación (detalles)
- Fútbol (detalles)
- Gimnasia: (detalles)
  -  Gimnasia en trampolín
  -  Gimnasia artística
  -  Gimnasia rítmica
- Golf (detalles)
- Halterofilia (detalles)
- Hockey sobre césped (detalles)
- Judo (detalles)
- Karate (detalles)
- Lucha (detalles)
- Pelota vasca (detalles)
- Pentatlón moderno (detalles)
- Patinaje: (detalles)
  -  Patinaje artístico
  -  Patinaje de velocidad
- Raquetbol (detalles)
- Remo (detalles)
- Rugby 7 (detalles)
- Sóftbol (detalles)
- Squash (detalles)
- Taekwondo (detalles)
- Tenis (detalles)
- Tenis de mesa (detalles)
- Tiro (detalles)
- Tiro con arco (detalles)
- Triatlón (detalles)
- Vela (detalles)
- Voleibol (detalles)
- Voleibol de playa (detalles)

## Países participantes
Lista de países participantes, junto al código COI, el número de atletas de cada uno, el deportista abanderado por país, y el deporte en el que competirán. En letra cursiva las seis naciones que debutan en esta edición, y en negrita el país anfitrión:
| Equipos participantes                      |                   |                            |                     |
| País                                       | Número de atletas | Deportista abanderado      | Deporte             |
| Antigua y Barbuda (ANT)                    | 10                | -                          | -                   |
| Aruba (ARU)                                | 20                | Mikel Schreuders           | Natación            |
| Bahamas (BAH)                              | 72                | N’Nhyn Fernander           | Natación            |
| Barbados (BAR)                             | 113               | Zahra Ashby                | Baloncesto          |
| Belice (BIZ)                               | 6                 | Wilson Rivera              | Vela                |
| Bermudas (BER)                             | 14                | -                          | -                   |
| Colombia (COL)                             | 555               | Éider Arévalo              | Atletismo           |
| Costa Rica (CRC)                           | 219               | Andrey Fonseca             | Ciclismo de montaña |
| Cuba (CUB)                                 | 515               | Mijaín López               | Lucha               |
| Curazao (CUR)                              | 38                | Serginni Marten            | Natación            |
| Dominica (DMA)                             | 6                 | Thea Lafond                | Atletismo           |
| El Salvador (ESA)                          | 172               | Ana Ramírez                | Tiro deportivo      |
| Granada (GRN)                              | 3                 | Delron Felix               | Natación            |
| Guadalupe (GLP)                            | 26                | Dimitri Filomin            | Tiro deportivo      |
| Guatemala (GUA)                            | 396               | Thomas Alexander Flossbach | Tiro con arco       |
| Guyana (GUY)                               | 78                | Adrian Spellen             | Taekwondo           |
| Guayana Francesa (GUF)                     | 2                 | Steven Aimable             | Lucha               |
| Haití (HAI)                                | 72                | Donika Saint-Fleur         | Tenis de mesa       |
| Honduras (HON)                             | 134               | Yosselyn Molina            | Taekwondo           |
| Islas Caimán (CAY)                         | 18                | Allena Rankine             | Vela                |
| Islas Turcas y Caicos (TCA)                | 8                 | Kivarno Handfield          | Atletismo           |
| Islas Vírgenes de los Estados Unidos (ISV) | 47                | Lanese Bough               | Baloncesto          |
| Islas Vírgenes Británicas (IVB)            | -                 | -                          | -                   |
| Jamaica (JAM)                              | 101               | Shaun Barnes               | Tiro deportivo      |
| Martinica (MTQ)                            | 8                 | Christophe Chagneau        | Tiro deportivo      |
| México (MEX)                               | 653               | Alejandra Zavala           | Tiro deportivo      |
| Nicaragua (NCA)                            | 142               | -                          | -                   |
| Panamá (PAN)                               | 107               | Héctor Cención             | Karate              |
| Puerto Rico (PUR)                          | 354               | Vanessa García             | Natación            |
| República Dominicana (DOM)                 | 459               | Audrys Nin Reyes           | Gimnasia            |
| San Cristóbal y Nieves (SKN)               | 2                 | Angelisa Freeman           | Tenis de mesa       |
| San Vicente y las Granadinas (VIN)         | 10                | Shane Christopher Cadogan  | Natación            |
| Santa Lucía (LCA)                          | 6                 | Jean-Luc Zephir            | Natación            |
| San Martín (SXM)                           | 6                 | Sharmar Thomas             | Natación            |
| Surinam (SUR)                              | 8                 | Soren Opti                 | Bádminton           |
| Trinidad y Tobago (TRI)                    | 217               | Akim Toussaint             | Hockey sobre césped |
| Venezuela (VEN)                            | 443               | Robeilys Peinado           | Atletismo           |

## Desarrollo

### Ceremonia de Apertura
La ceremonia de Apertura de los Juegos Centroamericanos y del Caribe, que fue realizada en el Estadio Metropolitano Roberto Melendez tuvo como nombre "Barranquilla 2132", basado en el libro del mismo nombre escrito por el bogotano José Antonio Osorio, y tuvo como protagonista Miss Universo 2014 Paulina Vega. Contó con la participación de diferentes artistas como Checo Acosta, la banda Los De Adentro, Maia, Cuco Valoy, Cabas, Adriana Lucía, Dragón y Caballero, entre otros. También tuvo la presencia de varios deportistas y exdeportistas del país, entre ellos, la doble medallista Mariana Pajón, el exbeisbolista de las Grandes Ligas Edgar Renteria, el exjugador de tiro Helmut Bellingrodt, el futbolista Carlos Bacca, Catherine Ibarguen, entre otros.
La ceremonia concluyó con la presentación de la cantante barranquillera Shakira, que interpretó 3 de sus hits: Me enamoré, Hips Don't Lie y La Bicicleta.

### Calendario
Los 470 eventos de los 36 deportes de los Juegos Centroamericanos y del Caribe se desarrollarón desde el 19 de julio hasta el 3 de agosto de 2018.
| Julio/agosto           | 19 Jue | 20 Vie | 21 Sáb | 22 Dom | 23 Lun | 24 Mar | 25 Mié | 26 Jue | 27 Vie | 28 Sáb | 29 Dom | 30 Lun | 31 Mar | 1 Mié | 2 Jue | 3 Vie | Eventos |
| ---------------------- | ------ | ------ | ------ | ------ | ------ | ------ | ------ | ------ | ------ | ------ | ------ | ------ | ------ | ----- | ----- | ----- | ------- |
| Ceremonias             | CA     |        |        |        |        |        |        |        |        |        |        |        |        |       |       | CC    |         |
| Atletismo              |        |        |        |        |        |        |        |        |        |        |        |        |        |       |       |       | 47      |
| Bádminton              |        |        |        |        |        |        |        |        |        |        |        |        |        |       |       |       | 6       |
| Baloncesto             |        |        |        |        |        |        |        |        |        |        |        |        |        |       |       |       | 2       |
| Baloncesto 3x3         |        |        |        |        |        |        |        |        |        |        |        |        |        |       |       |       | 2       |
| Balonmano              |        |        |        |        |        |        |        |        |        |        |        |        |        |       |       |       | 2       |
| Béisbol                |        |        |        |        |        |        |        |        |        |        |        |        |        |       |       |       | 1       |
| Bolos                  |        |        |        |        |        |        |        |        |        |        |        |        |        |       |       |       | 10      |
| Boxeo                  |        |        |        |        |        |        |        |        |        |        |        |        |        |       |       |       | 15      |
| Canotaje               |        |        |        |        |        |        |        |        |        |        |        |        |        |       |       |       | 12      |
| Clavados               |        |        |        |        |        |        |        |        |        |        |        |        |        |       |       |       | 10      |
| Ciclismo de montaña    |        |        |        |        |        |        |        |        |        |        |        | '      |        |       |       |       | 2       |
| Ciclismo en pista      |        |        |        |        |        |        |        |        |        |        |        |        |        |       |       |       | 20      |
| Ciclismo en ruta       |        |        |        |        |        |        |        |        |        |        |        |        |        |       |       |       | 4       |
| Ciclismo BMX           |        |        |        |        |        |        |        |        |        |        |        |        |        |       |       |       | 2       |
| Equitación             |        |        |        |        |        |        |        |        |        |        |        |        |        |       |       |       | 9       |
| Esgrima                |        |        |        |        |        |        |        |        |        |        |        |        |        |       |       |       | 12      |
| Esquí acuático         |        |        |        |        |        |        |        |        |        |        |        |        |        |       |       |       | 6       |
| Fútbol                 |        |        |        |        |        |        |        |        |        |        |        |        |        |       |       |       | 2       |
| Gimnasia artística     |        |        |        |        |        |        |        |        |        |        |        |        |        |       |       |       | 14      |
| Gimnasia rítmica       |        |        |        |        |        |        |        |        |        |        |        |        |        |       |       |       | 9       |
| Gimnasia trampolín     |        |        |        |        |        |        |        |        |        |        |        |        |        |       |       |       | 4       |
| Golf                   |        |        |        |        |        |        |        |        |        |        |        |        |        |       |       |       | 2       |
| Hockey sobre césped    |        |        |        |        |        |        |        |        |        |        |        |        |        |       |       |       | 2       |
| Judo                   |        |        |        |        |        |        |        |        |        |        |        |        |        |       |       |       | 18      |
| Karate                 |        |        |        |        |        |        |        |        |        |        |        |        |        |       |       |       | 12      |
| Levantamiento de pesas |        |        |        |        |        |        |        |        |        |        |        |        |        |       |       |       | 32      |
| Lucha                  |        |        |        |        |        |        |        |        |        |        |        |        |        |       |       |       | 18      |
| Nado sincronizado      |        |        |        |        |        |        |        |        |        |        |        |        |        |       |       |       | 7       |
| Natación               |        |        |        |        |        |        |        |        |        |        |        |        |        |       |       |       | 42      |
| Patinaje               |        |        |        |        |        |        |        |        |        |        |        |        |        |       |       |       | 13      |
| Pentatlón moderno      |        |        |        |        |        |        |        |        |        |        |        |        |        |       |       |       | 5       |
| Raquetbol              |        |        |        |        |        |        |        |        |        |        |        |        |        |       |       |       | 6       |
| Remo                   |        |        |        |        |        |        |        |        |        |        |        |        |        |       |       |       | 11      |
| Rugby 7                |        |        |        |        |        |        |        |        |        |        |        |        |        |       |       |       | 2       |
| Sóftbol                |        |        |        |        |        |        |        |        |        |        |        |        |        |       |       |       | 2       |
| Squash                 |        |        |        |        |        |        |        |        |        |        |        |        |        |       |       |       | 7       |
| Taekwondo              |        |        |        |        |        |        |        |        |        |        |        |        |        |       |       |       | 21      |
| Tenis                  |        |        |        |        |        |        |        |        |        |        |        |        |        |       |       |       | 7       |
| Tenis de mesa          |        |        |        |        |        |        |        |        |        |        |        |        |        |       |       |       | 7       |
| Tiro                   |        |        |        |        |        |        |        |        |        |        |        |        |        |       |       |       | 34      |
| Tiro con arco          |        |        |        |        |        |        |        |        |        |        |        |        |        |       |       |       | 10      |
| Triatlón               |        |        |        |        |        |        |        |        |        |        |        |        |        |       |       |       | 5       |
| Vela                   |        |        |        |        |        |        |        |        |        |        |        |        |        |       |       |       | 10      |
| Voleibol               |        |        |        |        |        |        |        |        |        |        |        |        |        |       |       |       | 2       |
| Voleibol de playa      |        |        |        |        |        |        |        |        |        |        |        |        |        |       |       |       | 2       |
| Waterpolo              |        |        |        |        |        |        |        |        |        |        |        |        |        |       |       |       | 2       |
| Total de eventos       | -      | -      | -      | -      | -      | -      | -      | -      | -      | -      | -      | -      | -      | -     | -     | -     | 470     |
| Julio                  | 19 Jue | 20 Vie | 21 Sáb | 22 Dom | 23 Lun | 24 Mar | 25 Mié | 26 Jue | 27 Vie | 28 Sáb | 29 Dom | 30 Lun | 31 Mar | 1 Mié | 2 Jue | 3 Vie | Eventos |

### Ceremonia de Clausura
La ceremonia de Clausura de los Juegos Centroamericanos y del Caribe rindió un homenaje a Panamá, que acojerá las justas centroamericanas en el año 2022. El concierto de Clausura estuvo a cargo del cantante Silvestre Dangond.

### Mascota

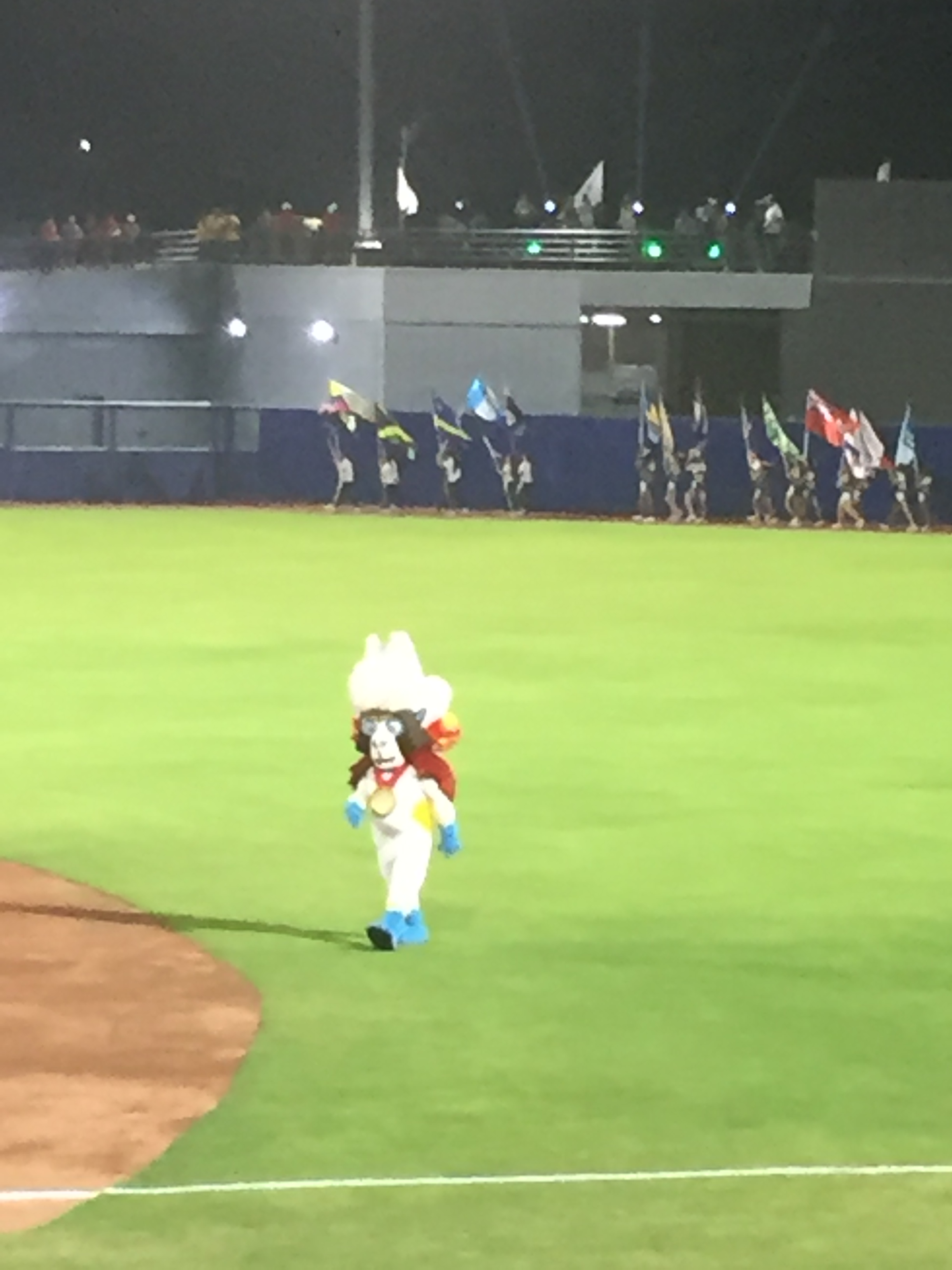
Baqui en la inauguración del estadio Édgar Rentería.

La mascota del evento fue "Baqui", un tití cabeciblanco, especie propia de la región que se encuentra amenazada por la deforestación, la caza y la venta ilegal.

### Medallero
A continuación, se muestra el medallero de los juegos.
     País anfitrión 
| Núm.  | País                           | Oro | Plata | Bronce | Total |
| ----- | ------------------------------ | --- | ----- | ------ | ----- |
| 1     | México                         | 132 | 118   | 91     | 341   |
| 2     | Cuba                           | 102 | 74    | 60     | 242   |
| 3     | Colombia                       | 79  | 94    | 97     | 270   |
| 4     | Venezuela                      | 34  | 48    | 73     | 155   |
| 5     | República Dominicana           | 25  | 29    | 53     | 107   |
| 6     | Guatemala                      | 21  | 22    | 41     | 84    |
| 7     | Puerto Rico                    | 20  | 29    | 38     | 87    |
| 8     | Jamaica                        | 12  | 4     | 11     | 27    |
| 9     | Trinidad y Tobago              | 9   | 8     | 13     | 30    |
| 10    | Bahamas                        | 4   | 2     | 1      | 7     |
| 11    | Panamá                         | 3   | 5     | 5      | 13    |
| 12    | El Salvador                    | 2   | 5     | 11     | 18    |
| 13    | Aruba                          | 2   | 1     | 6      | 9     |
| 14    | Barbados                       | 2   | 0     | 4      | 6     |
| 15    | Costa Rica                     | 1   | 6     | 19     | 26    |
| 16    | Islas Vírgenes Británicas      | 1   | 1     | 1      | 3     |
| 17    | Surinam                        | 1   | 0     | 1      | 2     |
| 18    | Santa Lucía                    | 1   | 0     | 0      | 1     |
| 19    | Bermudas                       | 0   | 2     | 1      | 3     |
| 20    | Honduras                       | 0   | 1     | 5      | 6     |
| 21    | San Cristóbal y Nieves         | 0   | 1     | 1      | 2     |
| 22    | Granada                        | 0   | 1     | 0      | 1     |
| 22    | Haití                          | 0   | 1     | 0      | 1     |
| 24    | Nicaragua                      | 0   | 0     | 9      | 9     |
| 25    | Islas Caimán                   | 0   | 0     | 3      | 3     |
| 26    | Antigua y Barbuda              | 0   | 0     | 1      | 1     |
| 26    | Guadalupe                      | 0   | 0     | 1      | 1     |
| 26    | Guyana                         | 0   | 0     | 1      | 1     |
| 26    | Islas Vírgenes Estadounidenses | 0   | 0     | 1      | 1     |
| 26    | Martinica                      | 0   | 0     | 1      | 1     |
| Total | Total                          | 451 | 450   | 557    | 1458  |

## Transmisión
A diferencia de Veracruz 2014, en esta edición contó más horas de transmisión por TV, además de mayor difusión en otros países
- Colombia - Win Sports, Claro Sports, Señal Colombia, Telecaribe, Fox Sports.
- México - ESPN2, Claro Sports, Canal Once
- Guatemala - ESPN2, Claro Sports
- Panamá - ESPN2
- Costa Rica - ESPN2
- República Dominicana - ESPN2, Claro Sports, Colimdo TV
- Nicaragua - ESPN2, Claro Sports
- Honduras - ESPN2
- El Salvador - ESPN2, Claro Sports
- Estados Unidos - ESPN2
- Puerto Rico - Telemundo Puerto Rico, Punto 2, ESPN2
- Venezuela - TLT
- Cuba - Tele Rebelde, Canal HD2

Así mismo, se pudo hacer seguimiento de los juegos desde cualquier dispositivo móvil, a través de la aplicación BAQ2018, que puede ser descargada en las plataformas Google Play, para dispositivos Android, y en App Store para dispositivos iOS.